# Kaple svaté Máří Magdaleny (Chomouty)
Kaple svaté Máří Magdaleny je barokní kaple nedaleko Nového Boru v okrese Česká Lípa, postavená v roce 1774. Kaple je památkově chráněná. 

## Příslušnost kaple

### Katastr
Kaple je v seznamu památek pod číslem 23206/5-2869 s adresou v Bukovanech, nicméně se nalézá u silnice a na předělu Dolního Pihelu a rekreační osady Chomouty. Pihel i Bukovany jsou místními částmi města Nový Bor.

### Církevní příslučnost
Z hlediska církve vesnice Pihel, Bukovany a Chomouty a tudíž i tato kaple spadají pod římskokatolickou farnost v Sloupu v Čechách. V katalogu litoměřického biskupství je uvedena jako kaple v Chomoutech.

## Další údaje
Kapli zasvěcenou Máří Magdaleně nechala u Chomout postavit v roce 1774 Anna Regina Ostritzová. Opravy byly provedeny v letech 1898 a 1993.
V kapli je zachován rokokový oltář z roku 1774.